# Sergi Darder
Sergi Darder Moll (* 22. prosince 1993) je španělský fotbalista, který hraje jako střední záložník za Mallorcu.

## Klubová kariéra

### Espanyol B a Malága
Narodil se ve městě Artà na Baleárských ostrovech a než se v roce 2007 ve svých 13 letech stal hráčem akademie Espanyolu, hrál za 2 tamní kluby. Za B-tým debutoval v sezóně 2011/2012, v Tercera División.
V červenci 2012 podepsal smlouvu s Malágou. V letech 2012–2013 hrál za B-tým. 10. srpna 2013 vstřelil gól v předsezónním zápase proti Aston Ville.
17. srpna 2013 debutoval v La Lize proti Valencii.
4. listopadu 2013 podepsal s klubem smlouvu do roku 2017.
31. března 2014 vstřelil svůj první gól za klub, přispěl k výhře 2:1 nad Realem Betis.

### Lyon
30. srpna 2015 přestoupil do Lyonu. S klubem podepsal pětiletou smlouvu. V Ligue 1 debutoval 20. září proti Olympique Marseille.

### Návrat do Espanyolu
1. září 2017 se Darder vrátil do Espanyolu, byl poslán na roční hostování. 5. března 2018 podepsal pětiletou smlouvu, která vstoupila v platnost 1. července. 
V sezóně 2020/2021 vstřelil 6 gólů ve 40 zápasech a vyhrál Segundu División. 25. srpna 2022 podepsal smlouvu do roku 2026.

### Mallorca
Po sestupu Espanyolu zpět do Segundy División přestoupil 11. srpna 2023 do Mallorcy. 27. února 2024 vstřelil rozhodující penaltu v semifinále Copa del Rey proti Realu Sociedad. Ve finále Mallorca prohrála s Athletic Bilbao.